# Emmett Toppino

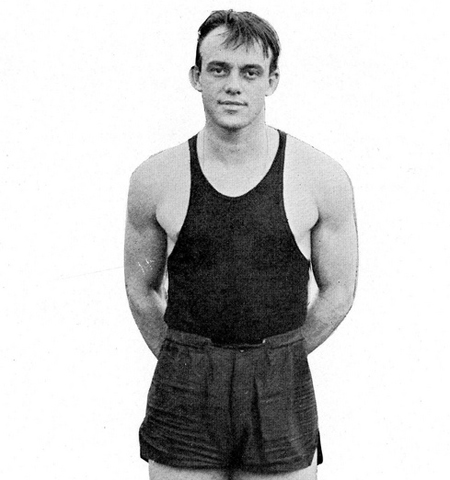
Emmett Toppino 1932

Martin Emmett Toppino (* 1. Juli 1909 in New Orleans, Louisiana; † 8. September 1971 ebenda) war ein US-amerikanischer Leichtathlet und Olympiasieger.
Toppino gewann bei den US-Leichtathletik-Hallenmeisterschaften 1932 die 60 Yards mit einer Zeit von 6,2 s. Bei den X. Olympischen Spielen 1932 in Los Angeles gewann er beim 4-mal-100-Meter-Staffellauf zusammen mit Bob Kiesel, Hector Dyer und Frank Wykoff die Goldmedaille mit einer neuen Weltrekordzeit von 40,0 s vor den Mannschaften aus Deutschland (Silber) und Italien (Bronze).